# Добрая Слободка (Зарайский район)
Добрая Слободка — деревня в Зарайском районе Московской области, в составе муниципального образования сельское поселение Каринское (до 29 ноября 2006 года входила в состав Летуновского сельского округа), деревня связана автобусным сообщением с райцентром и соседними населёнными пунктами.

## География
Добрая Слободка расположена в 11 км на юго-восток от Зарайска, по правому берегу реки нижний Осётрик, у впадения притока, малой реки Колтуховка (по другим данным — речка Черемушка), высота центра деревни над уровнем моря — 148 м.

## Население
| 2002 | 2006 | 2010 |
| ---- | ---- | ---- |
| 9    | ↗10  | ↘5   |

## История
Добрая Слободка (также Новоселки) впервые в исторических документах упоминается в 1858 году, когда в ней числслось 15 дворов и 96 жителей, в 1884 году — 126 жителей, в 1906 году — 26 дворов и 136 жителей. В 1930 году был образован колхоз им. Карла Либкнехта, с 1950 года вошёл в колхоз им. 1 Августа, с 1960 года — в составе совхоза «Родина».